# Valse d'école
Pour plus de détails, voir Fiche technique et Distribution.
Valse d'école (Школьный вальс) est un film soviétique réalisé par Pavel Lioubimov, sorti en 1978,.

## Fiche technique
- Titre français : Valse d'école[3]
- Titre original : Школьный вальс, Shkolnyy vals
- Photographie : Piotr Kataiev
- Musique : Vladimir Chainski
- Décors : Semion Velednitski, Lidia Koniakhina
- Montage : T. Ridel